# Prissé-la-Charrière
Prissé-la-Charrière és un municipi francès situat al departament de Deux-Sèvres i a la regió de la Nova Aquitània. L'any 2007 tenia 606 habitants.

## Demografia

### Població
El 2007 la població de fet de Prissé-la-Charrière era de 606 persones. Hi havia 248 famílies de les quals 68 eren unipersonals (44 homes vivint sols i 24 dones vivint soles), 88 parelles sense fills, 84 parelles amb fills i 8 famílies monoparentals amb fills.
La població ha evolucionat segons el següent gràfic:
Habitants censats

### Habitatges
El 2007 hi havia 294 habitatges, 258 eren l'habitatge principal de la família, 18 eren segones residències i 18 estaven desocupats. 287 eren cases i 7 eren apartaments. Dels 258 habitatges principals, 195 estaven ocupats pels seus propietaris, 61 estaven llogats i ocupats pels llogaters i 2 estaven cedits a títol gratuït; 1 tenia una cambra, 7 en tenien dues, 39 en tenien tres, 58 en tenien quatre i 153 en tenien cinc o més. 197 habitatges disposaven pel capbaix d'una plaça de pàrquing. A 101 habitatges hi havia un automòbil i a 144 n'hi havia dos o més.

### Piràmide de població
La piràmide de població per edats i sexe el 2009 era:
| Homes | Edats   | Dones |
| ----- | ------- | ----- |
| 0     | 95 o +  | 0     |
| 0     | 90 a 94 | 4     |
| 0     | 85 a 89 | 4     |
| 0     | 80 a 84 | 0     |
| 8     | 75 a 79 | 24    |
| 24    | 70 a 74 | 12    |
| 8     | 65 a 69 | 20    |
| 16    | 60 a 64 | 8     |
| 12    | 55 a 59 | 12    |
| 4     | 50 a 54 | 8     |
| 24    | 45 a 49 | 4     |
| 40    | 40 a 44 | 28    |
| 24    | 35 a 39 | 20    |
| 28    | 30 a 34 | 24    |
| 8     | 25 a 29 | 16    |
| 4     | 20 a 24 | 12    |
| 20    | 15 a 19 | 12    |
| 24    | 10 a 14 | 20    |
| 20    | 5 a 9   | 36    |
| 12    | 0 a 4   | 24    |

## Economia
El 2007 la població en edat de treballar era de 394 persones, 308 eren actives i 86 eren inactives. De les 308 persones actives 277 estaven ocupades (155 homes i 122 dones) i 31 estaven aturades (15 homes i 16 dones). De les 86 persones inactives 27 estaven jubilades, 22 estaven estudiant i 37 estaven classificades com a «altres inactius».

### Ingressos
El 2009 a Prissé-la-Charrière hi havia 271 unitats fiscals que integraven 631 persones, la mediana anual d'ingressos fiscals per persona era de 16.711 €.

### Activitats econòmiques
Dels 15 establiments que hi havia el 2007, 1 era d'una empresa de fabricació de material elèctric, 1 d'una empresa de fabricació d'altres productes industrials, 5 d'empreses de construcció, 2 d'empreses de comerç i reparació d'automòbils, 1 d'una empresa de transport, 1 d'una empresa d'hostatgeria i restauració, 3 d'empreses immobiliàries i 1 d'una empresa de serveis.
Dels 6 establiments de servei als particulars que hi havia el 2009, 1 era un taller de reparació d'automòbils i de material agrícola, 2 paletes, 2 fusteries i 1 lampisteria.
L'any 2000 a Prissé-la-Charrière hi havia 22 explotacions agrícoles que ocupaven un total de 1.729 hectàrees.

## Equipaments sanitaris i escolars
El 2009 hi havia una escola elemental.

## Poblacions més properes
El següent diagrama mostra les poblacions més properes.